# فرنسيس راسيل
فرنسيس راسيل (بالإنجليزية: Francis Russell, 9th Duke of Bedford )‏ (و. 1819 – 1891 م) هو سياسي، وعالم زراعة، من المملكة المتحدة، كان عضوًا في الحزب الليبرالي، توفي عن عمر يناهز 72 عاماً.

## مناصب
تولى منصب عضو البرلمان في المملكة المتحدة ‏.

## الخدمة العسكرية
خدم في الجيش البريطاني.